# Обильное (Запорожская область)
Обильное (укр. Обільне) — село,
Семёновский сельский совет,
Мелитопольский район,
Запорожская область,
Украина.
Код КОАТУУ — 2323084002. Население по переписи 2001 года составляло 512 человек.

## Географическое положение
Село Обильное находится в 3,5 км от города Мелитополь.
Рядом проходит железная дорога, станция Обильная в 1-м км.

## История
- 1928 год — дата основания как посёлок Коммерческий.
- В 1958 году переименовано в село Обильное.
- 2010 год — село газифицировано.[3]

## Экономика
- "Мелитопольский завод автотракторных запчастей" ООО «МЗАтЗ».
- «Тера Вом», ЧП.

## Объекты социальной сферы
- Школа. Расположена по адресу ул. Линейная (бывшая Чапаева) 39. Представляет собой I ступень Семёновской общещобразовательной школы I—III ступени. По состоянию на весну 2013 года в школе 19 учащихся, 4 класса, 3 учебных помещения и 9 сотрудников.[4]

## Галерея
|                                                        |                               |                                      |
| железнодорожная станция                                | почтамт и фельдшерский пункт  |                                      |
|                                                        |                               |                                      |
| памятник погибшим во время Великой Отечественной войны | бывший клуб                   | бывший магазин                       |
|                                                        |                               |                                      |
| остановка для сельских автобусов                       | единственный многоэтажный дом | православный крест на выезде из села |